# Chiến dịch Thung lũng 1862
Chiến dịch Thung lũng 1862, còn được biết đến với cái tên Chiến dịch Thung lũng của Jackson, là một chiến dịch nổi tiếng của thiếu tướng Liên minh miền Nam Thomas J. "Stonewall" Jackson diễn ra vào mùa xuân năm 1862 trong thung lũng Shenandoah thuộc Virginia thời Nội chiến Hoa Kỳ. Nhờ áp dụng chiến thuật hành quân thần tốc, táo bạo và không thể lường trước được, 17.000 quân của Jackson đã tiến qua 646 dặm đường (tương đương 1.040 km) trong 48 ngày và chiến thắng nhiều trận đánh nhỏ, thu hút thành công 3 đội quân của Liên bang miền Bắc với quân số 52.000 người, ngăn không cho họ đi tiếp viện cho cuộc tấn công vào Richmond.
Jackson đã chịu thất bại trong trận Kernstown thứ nhất vào ngày 23 tháng 3 năm 1862 trước một bộ phận đội quân của thiếu tướng miền Bắc Nathaniel P. Banks do đại tá Nathan Kimball chỉ huy - đây là thất bại duy nhất của ông trong toàn cuộc chiến - nhưng qua đó lại giành được một thắng lợi chiến lược cho phe miền Nam vì tổng thống Abraham Lincoln đã phải tăng viện cho chiến trường Thung lũng bằng những đội quân mà ban đầu được chọn để phục vụ cho chiến dịch Bán đảo tấn công vào Richmond. Ngày 8 tháng 5, sau hơn một tháng giao chiến với Banks, Jackson đã hành quân về phía tây vùng Thung lũng và đẩy lui các đơn vị quân của thiếu tướng John C. Frémont trong trận McDowell, ngăn chặn dự định phối hợp 2 quân đoàn miền Bắc để chống lại ông. Tiếp đó, Jackson tiến xuống Thung lũng một lần nữa để đối đầu với Banks. Giấu kín cuộc hành quân của mình trong thung lũng Luray, Jackson hội quân với thiếu tướng Richard S. Ewell và đánh chiếm đồn binh Front Royal của miền Bắc ngày 23 tháng 5, khiến Banks phải rút lui về phía bắc. Ngày 25 tháng 5, trong trận Winchester thứ nhất, Jackson đánh bại Banks và truy kích ông ta cho đến tận khi quân miền Bắc qua được sông Potomac để về Maryland.
Chuẩn tướng miền Bắc James Shields đã đem quân tiếp viện từ miền đông Virginia đến để tái chiếm Front Royal và lên kế hoạch kết hợp với Frémont tại Strasburg. Jackson giờ bị uy hiếp bởi 3 đội quân của quân miền Bắc. Rút lui khỏi Winchester trở lên vùng Thung lũng, ông bị Frémont và Shields đuổi đánh. Ngày 8 tháng 6, Ewell đánh bại Frémont trong trận Cross Keys và đến hôm sau thì vượt qua nhánh sông North River để hội quân với Jackson đánh bại Shields trong trận Port Republic, đánh dấu mốc kết thúc chiến dịch.
Sau những thắng lợi này, Jackson đưa quân đến kết hợp với đại tướng Robert E. Lee đánh Chuỗi trận Bảy ngày ở bên ngoài Richmond. Chiến dịch táo bạo của Jackson đã đưa ông lên trở thành vị tướng nổi tiếng nhất của Liên minh miền Nam (cho đến khi bị danh tiếng của tướng Lee thay thế sau đó). Cho đến nay, chiến dịch này đã và đang được rất nhiều tổ chức quân sự trên khắp thế giới để tâm nghiên cứu.

## Bối cảnh
Vào mùa xuân năm 1862, nhuệ khí của phe miền Nam đã xuống đến mức tồi tệ nhất và hy vọng cho sự tồn tại của miền Nam xem ra rất mờ mịt. Sau mùa hè thành công năm 1861, nhất là với thắng lợi trong trận Bull Run thứ nhất, tình cảnh chung của họ đã trở nên suy sụp nhanh chóng. Quân đội miền Bắc tại Mặt trận miền Tây do tướng Ulysses S. Grant và đồng đội chỉ huy đã chiếm được nhiều lãnh thổ miền Nam và đánh thắng các trận đánh lớn tại đồn Donelson và Shiloh. Tại miền Đông, thủ phủ miền Nam Richmond, Virginia cũng lâm vào thế nguy. Từ phía đông-nam, binh đoàn Potomac hùng mạnh của thiếu tướng George B. McClellan kéo đến trong chiến dịch Bán đảo, phía Bắc thì có quân đoàn lớn của thiếu tướng Irvin McDowell sẵn sàng tấn công; đồng thời ở phía tây, quân của thiếu tướng Nathaniel P. Banks cũng đang uy hiếp vùng thung lũng Shenandoah. Tuy nhiên, đội quân miền Nam của Jackson lại đang có "nhuệ khí tuyệt vời" tạo điều kiện cho Jackson có thể tiến hành hoạt động tại vùng Thung lũng trong mùa xuân đó, giúp phá hỏng kế hoạch của phe miền Bắc và khôi phục lại tinh thần người miền Nam ở khắp mọi nơi.
Trong Nội chiến Hoa Kỳ, vùng Thung lũng Shenandoah là một trong những khu vực địa lý có tầm chiến lược quan trọng nhất của tiểu bang Virginia. Sông Shenandoah nằm giữa 2 rặng núi: Blue Ridge ở phía đông và Allegheny ở phía tây, chảy dài 140 dặm theo hướng tây nam bắt nguồn từ sông Potomac tại Shepherdstown và Harpers Ferry, có độ rộng trung bình khoảng 25 dặm. Theo những quy ước của người dân địa phương, vùng "thượng Thung lũng" được quy là phần cuối phía tây nam, có độ cao trung bình lớn hơn vùng hạ Thung lũng ở phía đông bắc. Di chuyển "lên Thung lũng" có nghĩa là đi về phía tây nam. Nằm giữa các nhánh North và South Forks của sông Shenandoah là rặng núi Massanutten cao gần 900 mét, chia vùng Thung lũng làm 2 phần, trải dài khoảng 50 dặm từ Strasburg đến Harrisonburg. Trong thế kỷ 19, tại đây chỉ có một con đường duy nhất vượt qua núi, chạy từ New Market đến Luray. Vùng Thung lũng đem lại 2 lợi thế chiến lược cho Liên minh miền Nam. Thứ nhất, một đội quân miền Bắc tấn công xuống Virginia có thể bị quân miền Nam tấn công vào sườn qua nhiều khe núi của rặng Blue Ridge. Thứ hai, vùng Thung lũng cung cấp một con đường an toàn cho phép quân miền Nam tiến lên phía bắc để vào Pennsylvania mà không gặp trở ngại gì; đó chính là tuyến đường được sử dụng bởi đại tướng Robert E. Lee để xâm chiếm miền Bắc trong chiến dịch Gettysburg năm 1863 và trung tướng Jubal A. Early trong Chiến dịch Thung lũng 1864. Ngược lại, hướng nằm của Thung lũng cũng đem lại một lợi thế nhỏ cho quân miền Bắc để tiến về phía Richmond. Nếu vùng Thung lũng bị chiếm đoạt, đó sẽ là một đòn chí mạng đối với phe miền Nam, bởi đây là một khu vực nông nghiệp trù phú với sản lượng 2,5 triệu giạ lúa mì trong năm 1860, chiếm khoảng 19% số cây trồng trong toàn bang, ngoài ra nó còn giàu có về chăn nuôi. Khu vực này được dùng để cung cấp cho quân đội của tiểu bang Virginia và thủ phủ Richmond. Nếu quân miền Bắc có thể tiếp cận Staunton ở thượng Thung lũng, họ sẽ uy hiếp tuyến đường xe lửa trọng yếu Virginia và Tennessee chạy từ Richmond đến sông Mississippi. Stonewall Jackson đã viết cho một thành viên trong bộ tham mưu: "Nếu vùng Thung lũng này bị mất, Virginia cũng bị mất." Ngoài chiến dịch của Jackson trong năm 1862, vùng Thung lũng đã phải chịu đựng cảnh giao tranh trong gần toàn bộ cuộc nội chiến, đáng kể nhất là Chiến dịch Thung lũng năm 1864.

## Lực lượng hai bên

### Miền Bắc
Lực lượng miền Bắc có nhiều thay đổi đáng kể trong suốt quá trình diễn biến chiến dịch, với nhiều đội quân đến và đi khỏi vùng Thung lũng. Các lực lượng chủ yếu đến từ ba đạo quân độc lập của ba tướng: McDowell, Banks, và John C. Frémont, đây là một khuyết điểm nguy hiểm bởi nó gây nên tình trạng hành quân và chiến lược không phối hợp chặt chẽ, làm giảm hiệu quả tác chiến của quân miền Bắc chống lại Jackson.
Ban đầu, vùng Thung lũng thuộc trách nhiệm của thiếu tướng Nathaniel P. Banks. Vào tháng 3 năm 1862, thời điểm diễn ra trận Kernstown thứ nhất, ông ta chỉ huy quân đoàn V thuộc binh đoàn Potomac; và đến ngày 4 tháng 4, ông đảm nhiệm chỉ huy Cục Shenandoah. Lực lượng của Banks lúc đầu bao gồm hai sư đoàn dưới quyền các chuẩn tướng James Shields và Alpheus S. Williams, cùng với một lữ đoàn độc lập của chuẩn tướng John W. Geary. Tại Kernstown, sư đoàn của Shield do đại tá Nathan Kimball chỉ huy với các lữ đoàn của Kimball, đại tá Jeremiah C. Sullivan, đại tá Erastus B. Tyler, và kỵ binh của đại tá Thornton F. Brodhead. Đến cuối tháng 4, sư đoàn của Shield được chuyển sang cho McDowell, nên Banks chỉ còn lại một sư đoàn do Williams chỉ huy, bao gồm các lữ đoàn của hai đại tá Dudley Donnelly và George H. Gordon, cùng một lữ đoàn kỵ binh dưới quyền chuẩn tướng John P. Hatch.
Thiếu tướng John C. Frémont chỉ huy Cục Mountain ở phía tây vùng Thung lũng. Vào đầu tháng 5, một bộ lực lượng của Frémont gồm hai lữ đoàn của các chuẩn tướng Robert C. Schenck và Robert H. Milroy đã đối đầu với Jackson trong trận McDowell. Cuối tháng 5, Fremont tiến vào vùng Thung lũng với sư đoàn của chuẩn tướng Louis Blenker, bao gồm các lữ đoàn của chuẩn tướng Julius H. Stahel, đại tá John A. Koltes, và chuẩn tướng Henry Bohlen; ngoài ra còn có các lữ đoàn dưới quyền đại tá Gustave P. Cluseret, chuẩn tướng Robert H. Milroy, chuẩn tướng Robert C. Schenck, và chuẩn tướng George D. Bayard.
Cũng vào cuối tháng 5, McDowell đã được lệnh phải gửi quân đến vùng Thung lũng. Do vậy Shields được trở lại cùng với sư đoàn của mình, gồm có lữ đoàn của chuẩn tướng Nathan Kimball, chuẩn tướng Orris S. Ferry, chuẩn tướng Erastus B. Tyler, và đại tá Samuel S. Carroll.

### Miền Nam
Đội quân của Stonewall Jackson, Quận Thung lũng thuộc Cục Bắc Virginia, đã phát triển đáng kể trong suốt quá trình chiến dịch với những bộ phận tiếp viện được bổ sung - đầu tiên chỉ có 5.000 người nhưng cuối cùng đạt đến con số 17.000 vào cuối chiến dịch. Thế nhưng họ vẫn bị áp đảo nghiêm trọng về quân số trước nhiều đội quân miền Bắc phải đối đầu, tổng cộng lên đến 52.000 người vào tháng 6 năm 1862.
Vào tháng 3 năm 1862, thời điểm diễn ra trận Kernstown thứ nhất, Jackson chỉ huy các lữ đoàn của chuẩn tướng Richard B. Garnett, đại tá Jesse S. Burks, đại tá Samuel V. Fulkerson, và kỵ binh của đại tá Turner Ashby. Đến đầu tháng 5, trong trận McDowell, Jackson chỉ huy hai đơn vị được gọi binh đoàn, mặc dù chúng có quy mô nhỏ hơn cả những sư đoàn bình thường: "Binh đoàn Thung lũng", bao gồm các lữ đoàn của chuẩn tướng Charles S. Winder, đại tá John A. Campbell, và chuẩn tướng William B. Taliaferro; Binh đoàn Tây Bắc của chuẩn tướng Edward "Allegheny" Johnson, bao gồm các lữ đoàn của hai đại tá Zephaniah T. Conner và W.C. Scott.
Đến cuối tháng 5 và trong tháng 6, trong một chuỗi trận đánh - bắt đầu từ trận Front Royal, Jackson chỉ huy hai sư đoàn bộ binh và một đội kỵ binh. "Sư đoàn của Jackson" bao gồm các lữ đoàn của chuẩn tướng Charles S. Winder, đại tá John A. Campbell (sau bị thương và được thay bằng đại tá John M. Patton, Jr.), và đại tá Samuel V. Fulkerson (sau được thay bằng chuẩn tướng William B. Taliaferro). Sư đoàn thứ hai, do thiếu tướng Richard S. Ewell chỉ huy, bao gồm các lữ đoàn của đại tá W.C. Scott (sau thay bằng chuẩn tướng George H. Steuart), chuẩn tướng Arnold Elzey (sau thay bằng đại tá James A. Walker), chuẩn tướng Isaac R. Trimble, chuẩn tướng Richard Taylor, và chuẩn tướng George H. Steuart (lữ đoàn cuối cùng này toàn bộ là người Maryland nên được gọi là "Quân đội Maryland"). Lực lượng kỵ binh lần lượt được chỉ huy bởi đại tá Thomas S. Flournoy, chuẩn tướng George H. Steuart, chuẩn tướng Turner Ashby, và đại tá Thomas T. Munford.

## Khởi sự
Ngày 4 tháng 11 năm 1861, Jackson nhận chức chỉ huy Quận Thung lũng và đóng tổng hành dinh tại Winchester. Jackson, mới đây còn là giáo sư của Học viện Quân sự Virginia và đột ngột trở thành một anh hùng trong trận Bull Run thứ nhất, đã từng sống nhiều năm trong Thung lũng và rất rành địa thế vùng này. Lực lượng của ông bao gồm có Lữ đoàn Stonewall và nhiều đơn vị dân quân. Đến tháng 12, Jackson được tăng viện với 6.000 quân của chuẩn tướng William W. Loring, nhưng vẫn không đủ để tiến hành tác chiến công kích. Trong khi tướng Banks còn đang ở bờ bắc sông Potomac, chỉ huy kỵ binh của Jackson là đại tá Turner Ashby đã đánh phá tuyến đường sắt Baltimore và Ohio cùng với con kênh đào Chesapeake và Ohio. Và trong cuộc viễn chinh Romney đầu tháng 1 năm 1862, Jackson tiến hành tấn công bất phân thắng bại vào 2 đồn quân nhỏ của miền Bắc tại Hancock (trận Hancock), và Bath.
Đến cuối tháng 2, tướng George B. McClellan ra lệnh cho Banks, cùng với lực lượng tăng viện của chuẩn tướng John Sedgwick, vượt qua sông Potomac ngăn chặn kỵ binh miền Nam của Ashby quấy phá tuyến đường xe lửa và kênh đào. Banks hành quân về phía nam nhắm hướng Winchester, phối hợp với sư đoàn của Shields tiến đến từ phía Romney. Quân của Jackson trước giờ vẫn hoạt động như cánh trái trong binh đoàn của tướng Joseph E. Johnston, nên khi Johnston rút từ Manassas về Culpeper trong tháng 3, Jackson rơi vào thế bị cô lập tại Winchester. Ông bắt đầu rút lui "lên" Thung lũng (tức là rút về phía tây nam) để bảo vệ sườn cho binh đoàn của Johnston đang rút khỏi khu vực Centreville-Manassas về phòng thủ Richmond. Nếu không có cuộc hành quân bảo vệ này, quân của Banks đã có thể tấn công Johnston bằng cách vượt qua dãy Blue Ridge. Đến ngày 12 tháng 3 năm 1862, Banks đã chiếm đóng Winchester ngay sau khi Jackson rời khỏi thị trấn. Ngày 17 tháng 3 quân miền Bắc của tướng James Shields kéo từ phía nam Winchester tấn công Strasburg. Jackson bỏ Strasburg, từ từ chạy về Mount Jackson. Tổng cộng Jackson đã rút lui 42 dặm theo đường Valley Pike. Nhiệm vụ của Banks là đuổi Jackson ra khỏi Thung lũng, sau đó sẽ rút quân về khu vực lân cận Washington. Nay ông cho là đã hoàn thành kế hoạch này nên liền chuẩn bị kéo quân về phía đông. Ngày 21 tháng 3, Jackson nhận được tin rằng Banks đã tách 2 sư đoàn của mình (dưới quyền các chuẩn tướng John Sedgwick và Alpheus S. Williams) trở về vùng lân cận Washington, D.C. để giúp các đội quân khác của miền Bắc có thể rảnh tay tham gia chiến dịch Bán đảo của George B. McClellan. Sư đoàn còn lại của chuẩn tướng James Shields đóng tại Strasburg để canh giữ vùng hạ Thung lũng, và tin tức tình báo cho biết nó đang rút về phía Winchester. Banks cũng đã chuẩn bị để tự mình rời khỏi vùng Thung lũng vào ngày 23 tháng 3.

## Các trận đánh

### Trận Kernstown thứ nhất

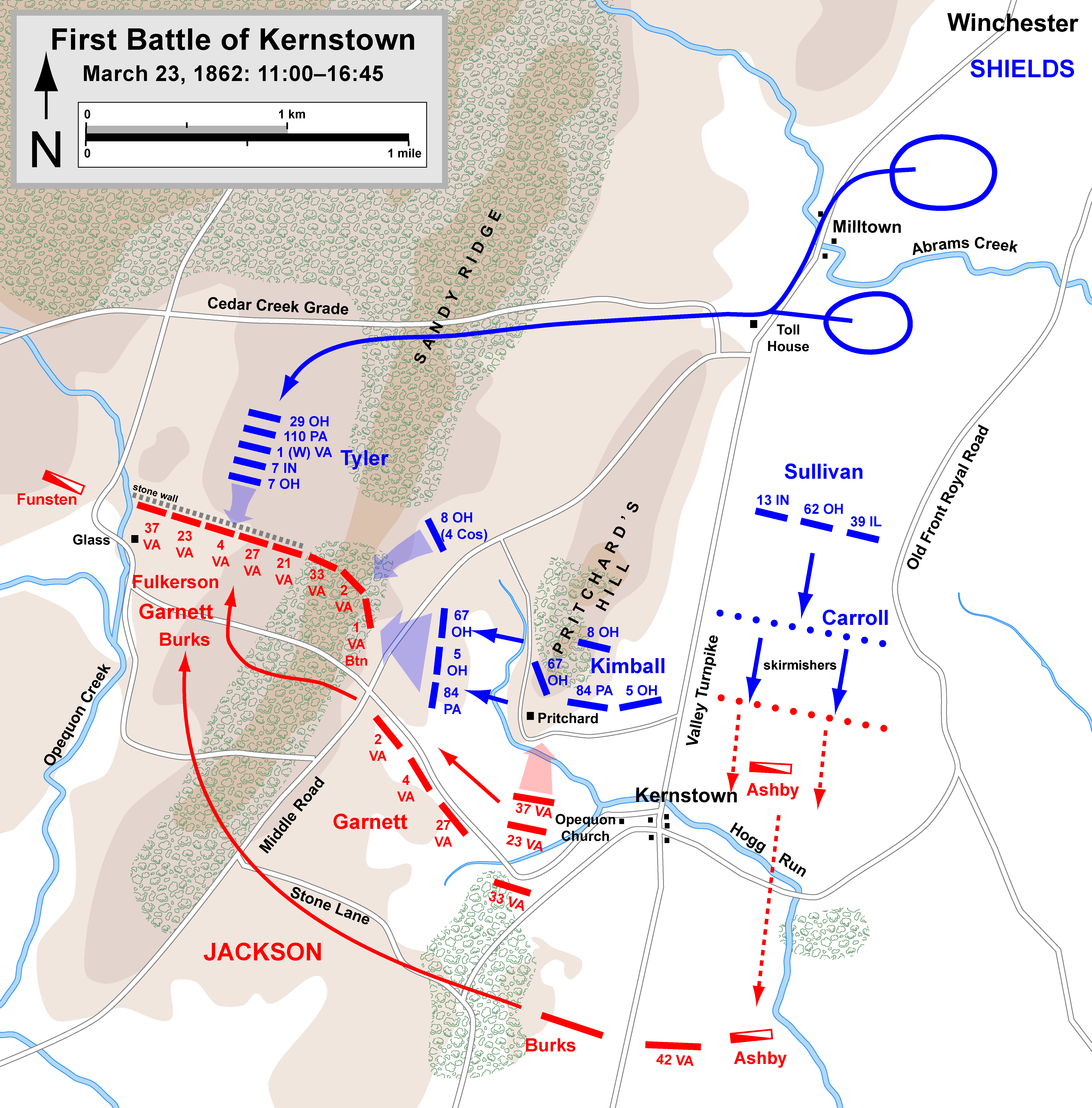
Diễn biến trận Kernstown thứ nhất, từ 11h sáng đến 4h45 chiều.

Tướng miền Nam Johnston đã ra chỉ thị cho Jackson tránh đụng trận toàn diện và chỉ đâm thọc quấy phá cầm chân quân của tướng Banks ở lại vùng Thung lũng, không cho cơ hội kéo về trợ chiến quân của McClellan, thế nhưng hiện giờ điều đó lại đang sắp xảy ra. Jackson bèn đưa lực lượng của mình quay lại, hành quân 25 dặm về phía đông bắc trong ngày 22 và thêm 15 dặm nữa vào sáng ngày 23 tháng 3 để đến Kernstown - đây là một trong những cuộc hành quân mệt mỏi nhất của cuộc chiến. Ngày 22 tháng 3, kỵ binh của Ashby đã giao chiến với quân miền Bắc, trong trận đó tướng Shields đã bị một mảnh đạn pháo làm gãy tay, tuy vậy ông vẫn điều một phần sư đoàn của mình về phía nam Winchester và 1 lữ đoàn tiến lên phía bắc, vờ như rời khỏi khu vực này nhưng thực tế vẫn đóng lại gần đó để làm lực lượng dự bị. Sau đó ông mới bàn giao quyền chỉ huy sư đoàn cho đại tá Nathan Kimball, tuy vậy trong suốt trận chiến sắp tới ông vẫn gửi nhiều thông điệp và mệnh lệnh đến cho Kimball. Lực lượng trung thành của miền Nam tại Winchester đã thông báo sai lạc với Turner Ashby rằng Shields chỉ để lại 4 trung đoàn (khoảng 3.000 người) cùng một số ít đại bác, và rằng số quân này đã có lệnh tiến về Harpers Ferry trong buổi sáng. Jackson tức tốc tiến lên phía bắc cùng với sư đoàn của mình, đã bị giảm bớt xuống còn 3.000 quân do có nhiều người đi tụt lại phía sau, mà không biết rằng ông sắp phải giao chiến với gần 9.000 quân đối phương.
Jackson khởi hành từ Woodstock và đến trước mặt quân miền Bắc tại Kernstown vào khoảng 11h sáng chủ nhật ngày 23 tháng 3. Ông phái Turner Ashby đi đánh nghi binh vào vị trí của Kimball trên đường Valley Pike trong khi quân chủ lực gồm các lữ đoàn của đại tá Samuel Fulkerson và chuẩn tướng Richard B. Garnett - lữ đoàn Stonewall - tấn công vào vị trí pháo miền Bắc trên đồi Pritchard Hill. Lữ đoàn tiên phong của Fulkerson đã bị đánh lui, khiến Jackson quyết định đi vòng qua sườn phải quân miền Bắc khoảng 2 dặm phía tây tại đỉnh Sandy Ridge đang trống trải. Kimball đối phó lại bằng cách đưa lữ đoàn của đại tá Erastus B. Tyler sang phía tây, nhưng quân của Fulkerson đã đến được một bức tường đá phía trước khu vực trống trải trên đỉnh trước khi quân miền Bắc kịp đến.
Khoảng 4h chiều, Tyler tấn công Fulkerson và Garnett trên một trận tuyến hẹp. Quân miền Nam với số lượng ít hơn đã tạm thời chống đỡ được bằng hỏa lực dữ dội từ phía sau bức tường. Jackson, cuối cùng đã nhận ra thực lực của đối phương, liền vội vã tăng cường lực lượng cho cánh trái, nhưng cho đến khi quân tiếp viện tới nơi vào khoảng 6h chiều thì lữ đoàn Stonewall của Garnett đã cạn đạn dược và ông ta buộc phải kéo quân lui trở lại, để lộ sườn phải của Fulkerson. Jackson đã cố gắng một cách vô ích nhằm củng cố quân đội để giữ vững trận tuyến, nhưng toàn bộ lực lượng miền Nam vẫn buộc phải rút lui toàn diện. Kimball đã không tổ chức được một cuộc truy kích có hiệu quả nào.
Thương vong của miền Bắc là 590 người (118 chết, 450 bị thương, 22 bị bắt hoặc mất tích), của miền Nam là 718 (80 chết, 375 bị thương, 263 bị bắt hoặc mất tích). Tuy thua trận này, Jackson lại đạt được mục đích quân sự là cầm chân quân miền Bắc. Tổng thống Lincoln lo lắng trước sự táo bạo của Jackson và khả năng ông ta sẽ đe dọa Washington. Lincoln liền ra lệnh cho quân của tướng Banks trở lại thung lũng Shenandoah cùng với sư đoàn của Alpheus Williams. Ông cũng lo ngại rằng Jackson có thể sẽ tiến vào miền Tây Virginia tấn công thiếu tướng John C. Frémont, nên đã điều sư đoàn của chuẩn tướng Louis Blenker tách khỏi Binh đoàn Potomac của McClellan đi tăng viện cho Frémont. Lincoln còn nhân dịp này xem xét lại kế hoạch phòng thủ Washington của Thiếu tướng George B. McClellan trong thời gian Chiến dịch Bán đảo được tiến hành và quyết định rằng như vậy là chưa đủ. Cuối cùng ông ra lệnh cho quân đoàn của thiếu tướng Irvin McDowell, vốn đang hành quân xuống phía nam về phía Richmond để hỗ trợ McClellan phải ở lại phòng giữ Fredericksburg gần thủ đô. McClellan sau này đã khẳng định rằng việc mất đi những lực lượng nói trên đã khiến ông ta không thể chiến được Richmond trong chiến dịch của mình. Việc tái sắp xếp các đội quân miền Bắc đã khiến trận đánh của Jackson tại Kernstown - thất bại duy nhất trong toàn bộ cuộc đời binh nghiệp của ông - lại trở thành một thắng lợi chiến lược cho phe Liên minh miền Nam.
Sau trận này, Jackson đã kết tội tướng Richard B. Garnett vì đã rút khỏi chiến trường trước khi được cho phép. Ông ta bị thay thế bởi chuẩn tướng Charles S. Winder. Garnett phải chịu đựng sự nhục nhã với tòa án quân sự của mình trong vòng một năm, cho đến khi ông bị giết chết trong cuộc tấn công của Pickett tại trận Gettysburg năm 1863.

### Rút khỏi vùng Thung lũng
Sáng sớm ngày hôm sau trận Kernstown, quân miền Bắc truy đuổi Jackson và đẩy kỵ binh của Ashby vào cảnh hỗn loạn. Tuy nhiên, Banks đã hủy bỏ cuộc truy kích khi nảy sinh những vấn đề về tiếp tế. Trong vòng 3 ngày sau đó quân miền Bắc di chuyển chậm chạp trong khi Jackson rút về Mount Jackson. Tại đó ông đã chỉ thị cho đại úy Jedediah Hotchkiss, "Tôi muốn ông lập cho tôi một bản đồ về vùng Thung lũng, từ Harpers Ferry cho đến Lexington, cho thấy tất cả các vị trí tấn công và phòng thủ." Với kỹ năng lập bản đồ của Hotchkiss, Jackson đã có một lợi thế quan trọng trước các đối thủ miền Bắc trong chiến dịch tới. Ngày 1 tháng 4, Banks tiến hành tấn công, kéo quân đến Woodstock dọc theo con rạch Stony, tại đó ông ta lại một lần nữa phải dừng lại vì những vấn đề tiếp tế. Lúc này Jackson đã chiếm cứ một vị trí mới tại Rude's Hill nằm gần Mount Jackson và New Market.
Banks tiến quân trở lại vào ngày 16 tháng 4, bất ngờ tấn công quân kỵ của Ashby bằng cách vượt qua rạch Stony tại nơi họ không phòng bị và bắt được 60 kỵ binh, số còn lại phải tự mình chiến đấu để chạy về vị trí của Jackson tại Rude's Hill. Jackson cho rằng Banks đã được tăng viện, nên ông rút bỏ vị trí này và nhanh chóng tiến lên Thung lũng để tới Harrisonburg trong ngày 18 tháng 4. Đến 19 tháng 4, quân của ông lại hành quân 20 dặm về phía đông để rời khỏi Thung lũng qua khe núi Swift Run Gap. Banks chiếm được New Market và vượt qua dãy núi Massanutten để đánh chiếm các cây cầu bắc qua nhánh sông South Fork trên Thung lũng Luray, một lần nữa đánh bại kỵ binh của Ashby khiến họ không thể kịp phá sập những cây cầu đó. Cho đến lúc này Banks đã kiểm soát được vùng Thung lũng cho đến đoạn Harrisonburg ở phía nam.
Mặc dù Banks đã biết được vị trí của Jackson, nhưng ông ta lại hiểu sai ý định của đối phương, và cho rằng Jackson đang tiến về phía đông qua dãy Blue Ridge để về tăng viện cho chiến trường Richmond. Do không có chỉ thị rõ ràng nào từ Washington cho biết mục tiêu tiếp theo của mình là gì nên Banks dự định cũng sẽ đưa quân sang phía đông núi Blue Ridge, và nói với các cấp trên rằng "một mệnh lệnh như vậy sẽ cổ vũ lực lượng của chúng ta." Thế nhưng thay vào đó, Lincoln lại quyết định tách sư đoàn của Shield ra để chuyển giao cho thiếu tướng Irvin McDowell tại Fredericksburg, chỉ để lại cho Banks 1 sư đoàn trong vùng Thung lũng. Tiếp đó Banks được chỉ thị phải rút lui lên Thung lũng và chiếm giữ một vị trí phòng thủ tại Strasburg.
Cùng lúc này, Chiến dịch Bán đảo của McClellan đang được tiến hành thuận lợi và Joseph E. Johnston đã đưa phần lớn binh đoàn của mình đi phòng thủ trực tiếp cho Richmond, khiến cho lực lượng của Jackson trở nên bị cô lập. Johnston đã gửi mệnh lệnh mới cho Jackson, chỉ thị phải ngăn không để Banks chiếm Staunton cùng với tuyến đường sắt Virginia và Tennessee, đồng thời tăng viện cho ông 8.500 người thuộc sư đoàn của thiếu tướng Richard S. Ewell làm hậu thuẫn tại Brandy Station. Jackson đã tiến hành trao đổi với Ewell về việc phát triển một chiến lược chung cho toàn chiến dịch.
Trong giai đoạn này, Jackson còn phải đối mặt với khó khăn phát sinh trong bộ chỉ huy của mình. Ông đã kết án Garnett và lại đang có xung đột với Turner Ashby do Jackson, vì không hài lòng trước hiệu quả làm việc của Ashby, đã tước của ông ta 10 trong số 21 đại đội kỵ binh để giao cho Charles S. Winder, người thay thế Garnett chỉ huy Lữ đoàn Stonewall. Winder liền đứng ra hòa giải giữa hai người và Jackson đã nhượng bộ rút ý kiến, trao trả quyền chỉ huy cho Ashby. Quan trọng hơn, vào ngày 21 tháng 4, Jackson đã nhận được một lá thư của tướng Robert E. Lee, cố vấn quân sự của Tổng thống Liên minh miền Nam Jefferson Davis, yêu cầu ông và Ewell đi tấn công Banks để làm giảm bớt sự đe dọa của McDowell tại Fredericksburg đối với Richmond.
Kế hoạch của Jackson là chuyển sư đoàn của Ewell đến vị trí khe núi Swift Run Gap để uy hiếp sườn của Banks, trong khi Jackson sẽ tiến về dãy núi Allegheny để trợ giúp cho lực lượng tách rời gồm 2.800 người của chuẩn tướng Edward "Allegheny" Johnson, vốn đang chiến đấu với chuẩn tướng Robert H. Milroy - đội quân tiên phong tiến về Staunton của thiếu tướng của John C. Frémont. Nếu Frémont và Banks kết hợp được với nhau, Jackson sẽ bị áp đảo hoàn toàn về quân số, vì vậy ông đã lên kế hoạch đánh bại họ lần lượt. Không cần đợi sự đồng ý của Lee, Jackson cho triển khai ngay kế hoạch của mình vào ngày 30 tháng 4, sư đoàn của Ewell đã thế chỗ quân của Jackson tại Swift Run Gap. Jackson hành quân về phía nam trong thời tiết mưa lớn tới thị trấn Port Republic và đến 2 tháng 5 thì quay đầu tiến về phía đông theo hướng Charlottesville để bắt đầu cuộc tiến quân qua dãy Blue Ridge. Sau đó, trước sự ngạc nhiên của các binh lính và sĩ quan dưới quyền, những người mà Jackson vẫn có thói quen giấu kín những ý định của mình, ngày 4 tháng 5 ông cho quân lên xe lửa hướng về phía tây chứ không phải phía đông để đến Richmond như họ vẫn tưởng. Cuộc tiến quân về phía đông trước đó chỉ là một mưu mẹo khôn khéo. Ngày 5 tháng 5, Jackson cho lính hạ trại gần Staunton, cách sở chỉ huy của Johnson khoảng 6 dặm. Đến 7 tháng 5, Milroy nhận được tin tình báo cho biết Jackson và Johnson đã kết hợp lại để chống lại mình, ông liền bắt đầu thoái lui theo hướng núi Allegheny.

### Trận McDowell
Ngày 8 tháng 5, Jackson kéo đến McDowell, một ngôi làng thuộc quận Highland, Virginia và nhận thấy rằng Allegheny Johnson lúc này đang cho triển khai bộ binh. Quân miền Bắc có khoảng 6.000 người dưới quyền Milroy và Schenck đóng trong một ngôi làng trên bờ tây sông Bullpasture. Quân miền Nam đóng trên một mũi núi tên là đồi Sitlington thuộc dãy Bullpasture, một vùng đất cao 1 dặm có thể chế ngự vị trí của miền Bắc. Tuy nhiên tại đó có 2 bất lợi: con đường mòn duy nhất lên được đến đỉnh khó đi đến nỗi không thể triển khai pháo binh, và địa hình rậm rạp gồ ghề - những đoạn dốc đứng và những khe núi - giúp cho quân tấn công phía miền Bắc có thể vượt qua độ cao 500 foot để lên đến đỉnh mà không phải chịu hỏa lực liên tục của quân miền Nam.
Các tướng lĩnh miền Bắc nhận ra rằng họ bị áp đảo về quân số trước lực lượng lên đến 10.000 người do Jackson và Johnson chỉ huy, cũng như quân của họ hiện đang rất dễ bị tổn thương bởi đạn pháo bắn từ đồi Sitlington (họ không biết rằng Jackson không thể mang được pháo binh lên đó). Vì vậy, để tranh thủ thời gian cho quân lính rút đi trong đêm, Milroy đã đề nghị cho mở một đòn tấn công phủ đầu lên đồi và cấp trên của ông là Schenck đã chấp nhận. Vào khoảng 4h30 chiều, 2.300 lính miền Bắc vượt sông và tiến đánh đồi Sitlington. Đòn công kích đầu tiên đã gần như phá vỡ được cánh phải của Johnson, nhưng Jackson đã điều bộ binh của Taliaferro đến tiếp ứng và đẩy lui đối phương. Cuộc tấn công tiếp theo là tại khu trung tâm phòng tuyến vốn khá sơ hở của miền Nam, tại đó Trung đoàn Bộ binh Georgia số 12 đóng giữ một chỗ lồi đang phải chịu hỏa lực từ cả hai bên. Lính Georgia, thành phần duy nhất không phải dân Virginia bên phía miền Nam trong trận này, một cách bướng bỉnh và hãnh diện đã từ chối rút lui về một vị trí dễ phòng thủ hơn và phải chịu thương vong nặng nề vì khi vẫn chống trả và bắn tiếp, họ in bóng nên bầu trời sáng để trở thành mục tiêu dễ hạ trên đỉnh đồi. Một binh nhì Georgia đã la lên: "Chúng tôi không đến Virginia bằng mọi cách để chạy trốn trước bọn Yankee." Đến cuối ngày hôm đó trong tổng số 540 lính Georgia đã có 180 người thương vong, tổn thất này lớn gấp 3 lần so với bất cứ trung đoàn nào khác trên chiến trường. Johnson cũng bị thương và Taliaferro đã nhận quyền chỉ huy trận đánh khi Jackson đưa thêm quân tiếp viện tới. Chiến sự tiếp diễn cho đến 10h tối, khi quân miền Bắc rút lui.
Milroy và Schenck đưa quân rời khỏi McDowell chạy lên phía bắc lúc 12h30 sáng ngày 9 tháng 5. Jackson đã cố gắng truy kích, nhưng đến lúc quân của ông khởi hành thì đối phương đã đi xa đến 13 dặm. Schenck chiếm giữ vị trí phòng thủ trên một đỉnh cao bao quát con đường dẫn đến Franklin và Jackson đã không thử tấn công ông ta. Tổn thất của miền Bắc là 259 người (34 chết, 220 bị thương, 5 mất tích), của miền Nam là 420 người (116 chết, 300 bị thương, 4 mất tích), đây là một trường hợp hiếm có trong Nội chiến Hoa Kỳ khi mà bên tấn công bị thiệt hại ít hơn bên phòng thủ.

### Các mệnh lệnh mâu thuẫn
Trong lúc Jackson còn đang ở McDowell thì Richard S. Ewell, lúc này đang sốt ruột ở Swift Run Gap, phải cố gắng giải quyết rất nhiều mệnh lệnh khác nhau mà ông ta nhận được từ Jackson và Joseph E. Johnston. Ngày 13 tháng 5, Jackson lệnh cho Ewell đi truy kích quân của Banks nếu ông ta rút khỏi Strasburg để lui xuống vùng Thung lũng, trong khi đó Johnston cũng ra chỉ thị cho Ewell phải rời khỏi Thung lũng và quay lại với đội quân đang bảo vệ Richmond nếu Banks tiến về phía đông để kết hợp với quân của McDowell tại Fredericksburg. Do có báo cáo là sư đoàn của Shields đã đi khỏi Thung lũng nên Ewell đâm ra khó xử không biết nên nghe theo mệnh lệnh nào. Ngày 18 tháng 5, ông ta đích thân đến gặp Jackson tại Mount Solon và 2 viên tướng đưa ra quyết định là chừng nào còn ở trong vùng Thung lũng thì Ewell sẽ báo cáo các hoạt động cho Jackson, và rằng lực lượng kết hợp của họ đang có một cơ hội lớn để tấn công quân đội của Banks - giờ đã tụt giảm xuống chỉ còn dưới 10.000 người. Khi có các mệnh lệnh cưỡng chế tiếp theo của Johnston đòi Ewell phải từ bỏ ý tưởng nói trên và hành quân về Richmond, Jackson đã buộc phải đánh điện cầu cứu tướng Robert E. Lee, người sau đó đã thuyết phục được Tổng thống Jefferson Davis rằng một khả năng chiến thắng tại vùng Thung lũng hiện tại có tầm quan trọng lớn hơn việc đối phó với Shields. Johnston liền thay đổi mệnh lệnh tới Ewell: "Mục tiêu mà ông phải hoàn thành là ngăn chặn sự kết hợp giữa quân của tướng Banks và tướng McDowell."
Ngày 21 tháng 5, Jackson đưa quân từ New Market tiến về phía đông vượt qua dãy Massanutten, kết hợp với quân của Ewell trong ngày 22 tháng 5 rồi tiếp tục tiến xuống thung lũng Luray. Tốc độ hành quân của họ đã trở thành biểu tượng của chiến dịch này, nhanh đến nỗi bộ binh của ông đã được đặt biệt hiệu "Kỵ binh chạy bộ của Jackson". Ông đã cho đội kỵ binh của Ashby tiến theo hướng bắc để đánh lạc hường tướng Banks, giả vờ đánh Strasburg - nơi mà Banks đang lo ngại rằng lực lượng 4.476 bộ binh, 1.600 kỵ binh và 16 khẩu đại bác tại đó không đủ để chống lại 16.000 quân của Jackson. Trong khi đó kế hoạch thực sự của Jackson lại là trước hết phải đánh bại đồn quân nhỏ của miền Bắc tại Front Royal (có khoảng 1.000 người thuộc trung đoàn bộ binh Maryland số 1 do đại tá John R. Kenly chỉ huy), cuộc hành quân đó sẽ khiến cho vị trí Strasburg không còn vững vàng như trước.

### Trận Front Royal

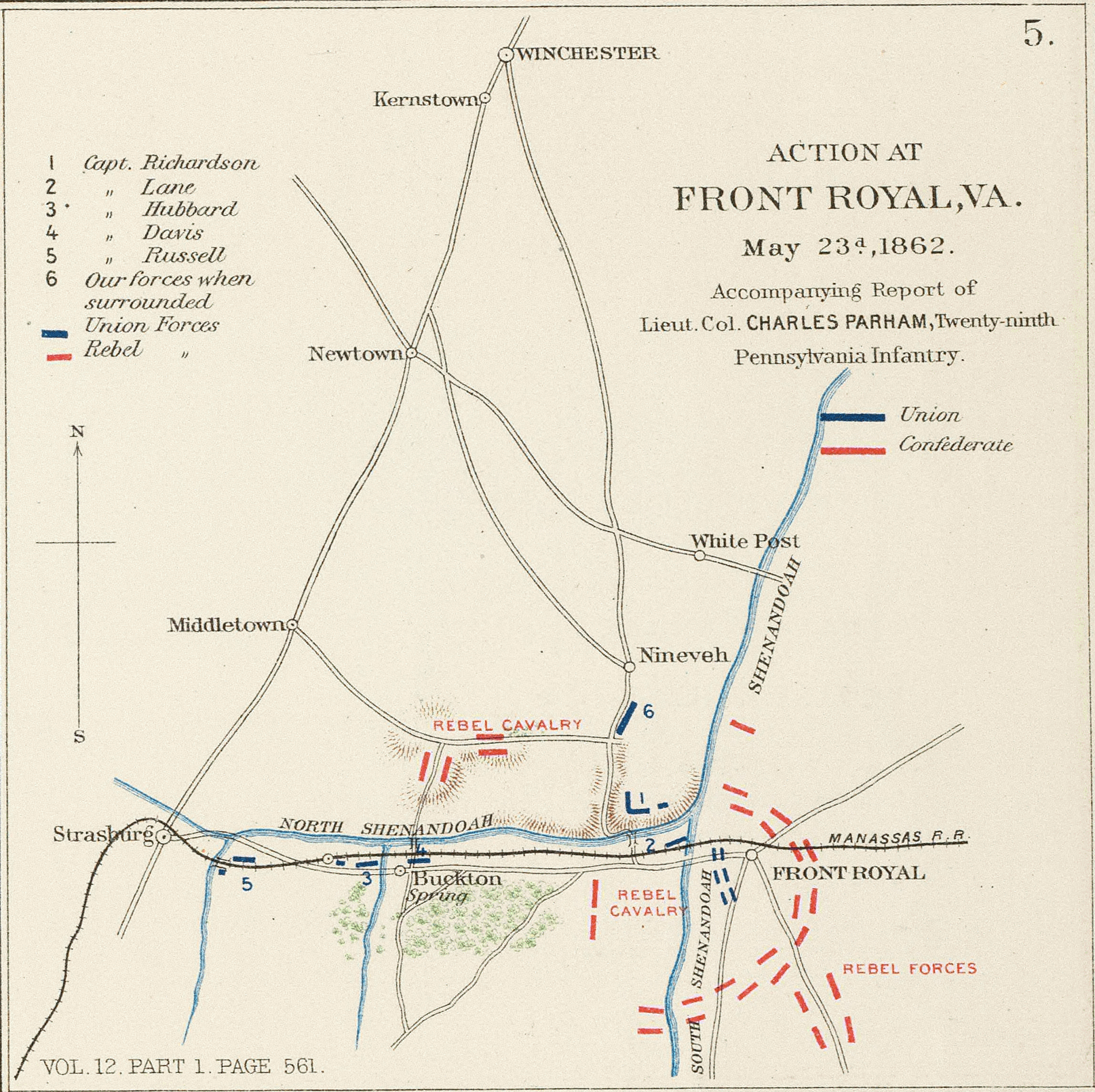
Chiến sự tại Front Royal, Virginia.

Sáng sớm ngày 23 tháng 5, Turner Ashby dẫn một biệt đội kỵ binh vượt qua nhánh South Fork của sông Shenandoah và tiến theo hướng tây bắc để đánh chiếm kho lương của miền Bắc cùng ga xe lửa Buckton. Hai đại đội bộ binh miền Bắc chống cự được một thời gian ngắn nhưng cuối cùng vẫn bị đánh bại. Quân miền Nam đốt cháy kho lương, phá đường ray và cắt đường dây điện tín, chặt đứt mối liên lạc giữa Front Royal với tướng Banks ở Strasburg. Cùng lúc đó, Jackson dẫn bộ binh đi đường vòng theo ngả Gooney Manor Road men theo rìa tầm bắn của các khẩu đại bác đối phương trên đường tiếp cận Front Royal. Từ trên một cao điểm phía nam thị trấn, Jackson quan sát thấy quân miền Bắc hạ trại gần nơi giao nhau giữa hai nhánh sông South Fork và North Fork, như vậy là họ sẽ phải băng qua đến hai cây cầu để có thể thoát khỏi đòn tấn công sắp tới của ông.
Nằm ở trung tâm trận tuyến của Jackson là tiểu đoàn Những con hổ Louisiana do đại tá Roberdeau Wheat chỉ huy (gồm 150 người, thuộc lữ đoàn của chuẩn tướng Richard Taylor trong sư đoàn của Ewell) và trung đoàn bộ binh Maryland số 1 - trùng tên với trung đoàn của John R. Kenly phía miền Bắc. Tiếng súng đầu tiên nổ ra lúc 2h chiều và quân miền Nam nhanh chóng đánh lui được đối phương ra khỏi thị trấn. Kenly liền đem quân cố thủ trên một ngọn đồi nằm ngay phía bắc thị trấn và Jackson đã chuẩn bị tấn công bằng cách cho lực lượng quân Maryland đánh ở trung tâm và quân Louisiana bên cánh phải. Nhưng trước khi cuộc tấn công bắt đầu, Kenly đã nhận thấy kỵ binh miền Nam đang tiếp cận những cây cầu nằm trên đường rút lui của mình và ông lập tức ra lệnh cho quân lính rời bỏ vị trí, chạy qua sông South Fork rồi đến cây cầu gỗ Pike Bridge bắc qua North Fork, sau đó cho đốt cầu. Quyết tâm tiêu diệt đối phương, lữ đoàn của Taylor liền gấp rút truy kích và Jackson đã lệnh cho họ phải băng qua cây cầu đang bốc cháy. Trong khi nhìn thấy quân miền Bắc rút chạy, Jackson rất thất vọng vì ông không có pháo binh để tấn công họ. Đại bác của ông bị chậm trễ tại đường Gooney Manor Road và kỵ binh của Ashby cũng không hoàn thành được mệnh lệnh của Jackson là phải chiếm giữ tuyến đường trên sau khi trận đánh bắt đầu.
Thiếu tướng Nathaniel P. Banks nói với đại tá George H. Gordon, 24 tháng 5 năm 1862
Một biệt đội 250 kỵ binh miền Nam dưới quyền đại tá Thomas S. Flournoy thuộc trung đoàn kỵ binh Virginia số 6 đã tới nơi đúng vào lúc đó và Jackson liền phái họ cùng đi truy kích Kenly. Quân miền Bắc đang rút lui buộc phải dừng chân và cố thủ tại Cedarville. Dù số quân kỵ nói trên bị áp đảo 3 chọi 1 về số lượng, nhưng họ vẫn tấn công phá vỡ được trận tuyến đối phương. Cuộc tấn công thứ hai sau đó đã đánh tan quân miền Bắc. Kenly bị thương nặng và phải cùng quân lính miền Bắc đầu hàng. Kết quả trận đánh là rất chênh lệch. Miền Bắc bị thương vong 773 người, trong đó có 691 bị bắt. Thiệt hại của miền Nam chỉ là 36 người chết và bị thương. Ngoài ra quân của Jackson còn chiếm được khoảng 300.000 đô la đồ tiếp tế của miền Bắc. Tướng Banks sau đó đã bị gán biệt hiệu "Sĩ quan quân nhu Banks" của miền Nam vì họ đã lấy được rất nhiều đồ tiếp tế của ông trong suốt chiến dịch này. Banks ban đầu phản đối ý kiến rút lui của ban tham mưu vì cho rằng sự kiện tại Front Royal chỉ là một đòn nghi binh. Khi nhận ra rằng tình hình đã bắt đầu chuyển biến xấu, khoảng lúc 3h sáng ông liền ra lệnh cho chuyển thương bệnh binh từ Strasburg về Winchester, còn bộ binh cũng bắt đầu lên đường rút lui trong buổi sáng 24 tháng 5.
Hậu quả quan trọng nhất của thất bại nhỏ của Banks tại Front Royal là tổng thống Abraham Lincoln đã quyết định chuyển 20.000 quân thuộc quân đoàn của thiếu tướng Irvin McDowell đến vùng Thung lũng thay vì đi tăng viện cho tướng George B. McClellan ở vùng Bán đảo. Lúc 4h chiều ngày 24 tháng 5, ông đã gửi điện cho McClellan: "Do kết quả tình hình nghiêm trọng của tướng Banks tôi buộc phải đình chỉ quyết định cuộc hành quân của tướng McDowell đến ông. Đối phương đang tạo một áp lực nghiêm trọng tại Harper's Ferry, và chúng ta đang cố gắng tung lực lượng của Frémont cùng một phần lực lượng của McDowell ra sau lưng chúng."

### Trận Winchester thứ nhất

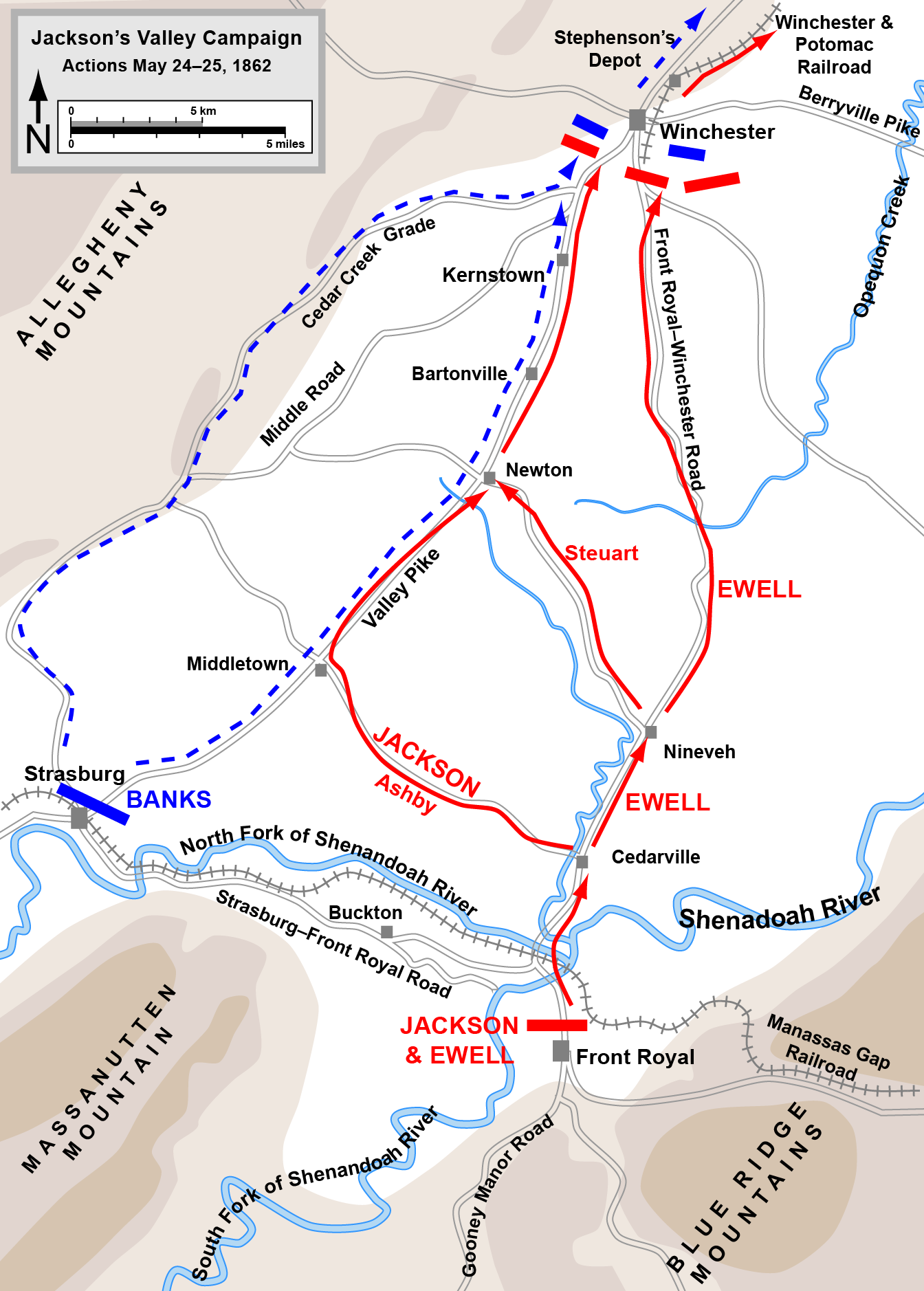
Các hoạt động từ trận Front Royal cho đến trận Winchester thứ nhất, 24-25 tháng 5 năm 1862.

Ngày 24 tháng 5, Jackson đã lên kế hoạch chặn đánh đội quân của Banks đang rút lui, nhưng lại không rõ được là Banks sẽ rút theo đường nào. Ông ta có thể tiến thẳng về Winchester, hoặc nếu quân miền Nam bỏ Front Royal và tiến đến Winchester trước thì ông có thể lẻn qua sau lưng họ và thoát về phía đông qua dãy Blue Ridge. Jackson quyết định sẽ mai phục trên con đường giữa Cedarville và Middletown. Nếu Banks rút thẳng về Winchester, Jackson có thể tấn công vào sườn ông ta từ đoạn đường này, nhưng ông thấy rằng sẽ là không khôn ngoan nếu chuyển toàn bộ lực lượng từ khu vực Front Royal đi chừng nào còn chưa loại trừ được khả năng đối phương thoát theo hướng Blue Ridge. Ông liền phái quân kỵ binh do thám của Turner Ashby đến đoạn đường Strasburg-Front Royal và 2 trung đoàn kỵ binh khác thuộc sư đoàn của Ewell, do chuẩn tướng George H. Steuart chỉ huy, đến Newtown với hy vọng chặn đánh được quân tiên phong của Banks. Cùng lúc đó, Jackson cũng ra lệnh cho Ewell đưa phần lớn sư đoàn của mình tiến theo con đường dẫn tới Winchester, nhưng không đi quá xa để đề phòng trường hợp phải triệu hồi ông ta lại. Bản thân Jackson dẫn lực lượng còn lại hành quân lên phía bắc để đến Cedarville.
Nhận được tin từ Steuart rằng quân miền Bắc đã thực sự bắt đầu rút lui xuống Thung lũng Pike, Jackson cũng dẫn quân đến Middletown. Mặc dù đã phải chạm trán với kỵ binh đối phương (5 đại đội thuộc trung đoàn Maine số 1, 2 đại đội thuộc trung đoàn Vermont số 1) do đó bị chậm trễ, nhưng họ vẫn đến được một dãy gò cao bên ngoài thị trấn Middletown vào khoảng 3h chiều và bắt đầu pháo kích quân miền Bắc. Tình trạng hỗn loạn bắt đầu và càng nghiêm trọng hơn khi tiểu đoàn Những con hổ Louisiana tấn công, cướp bóc đốt phá đoàn xe ngựa. Lúc 4h chiều, pháo binh và bộ binh miền Bắc tới nơi thì bộ binh của Richard Taylor quay ra đối phó trong khi Jackson điều pháo binh và kỵ binh của mình lên hướng bắc nhằm quấy rối đội hình đối phương ở phía trước. Khi cuộc tấn công của Taylor bắt đầu, quân miền Bắc liền rút lui và Jackson nhận ra đó chỉ là phần hậu quân của tướng Banks. Ông liền báo tin cho Ewell phải nhanh chóng tiến về Winchester và triển khai một cuộc tấn công ở phía nam thị trấn. Quân của Jackson bắt đầu truy đuổi xuống Thung lũng Pike, nhưng họ đã phải thất vọng khi thấy quân kỵ của Ashby đã dừng lại để cướp phá đoàn xe ngựa, và nhiều người trong số họ đã bị say xỉn do uống nhiều rượu whisky của miền Bắc. Cuộc truy kích vẫn còn tiếp tục trong đêm và lúc hơn 1h sáng, Jackson bất đắc dĩ phải đồng ý cho đội quân đã đuối sức của mình dừng chân nghỉ ngơi trong 2 tiếng đồng hồ.
Robert L. Dabney, cha tuyên úy của Jackson
Quân của Jackson được đánh thức vào lúc 4h sáng ngày 25 tháng 5 để tiến hành trận đánh thứ hai diễn ra vào Chủ nhật của chiến dịch. Jackson rất vui mừng khi đích thân đi trinh sát và biết được rằng Banks đã không phòng thủ hợp lý ngọn đồi cao quan trọng ở phía nam thị trấn. Ông lệnh cho lữ đoàn Stonewall của Charles Winder chiếm đồi này, họ đã hoàn thành nhiệm vụ mà không gặp mấy sự kháng cự, nhưng ngay sau đó lại phải chịu hỏa lực pháo binh dữ dội cũng như nhiều vũ khí nhỏ khác bắn từ một điểm cao thứ hai ở hướng tây nam - đồi Bower's Hill, nằm xa nhất trên sườn phải của trận tuyến quân miền Bắc - và cuộc tấn công phải ngừng lại. Jackson liền ra lệnh cho lữ đoàn của Taylor triển khai về phía tây còn quân Louisiana thì phát động một đòn công kích mạnh vào đồi Bower's Hill, tiến lên đoạn dốc và vượt qua bức tường đá. Cùng lúc đó, quân của Ewell bọc đánh cực sườn trái phòng tuyến của đối phương. Tuyến phòng ngự của miền Bắc bị phá vỡ và tướng sĩ phải rút lui trên khắp các đường phố trong thị trấn. Jackson sau này đã viết rằng quân lính của Banks "giữ vững tổ chức tốt một cách đáng ngạc nhiên" khi lui quân qua thị trấn. Họ đã làm được điều đó dưới một áp lực không hề bình thường, khi mà có rất nhiều thường dân - chủ yếu là phụ nữ - bắn hay ném các đồ vật vào họ qua những cửa sổ và cửa ra vào. Jackson quá hăng hái đến mất tự chủ và đã cưỡi ngựa đi khích lệ tinh thần mọi người sau khi quân địch rút lui. Khi một sĩ quan tham mưu phản đối rằng ông đang ở trong tình trạng quá sơ hở, Jackson đã la lên "Trở lại và nói với toàn thể quân đội tiến thẳng tới sông Potomac!"
Cuộc truy kích của miền Nam tỏ ra không hiệu quả vì Ashby đã ra lệnh cho kỵ binh của mình rời khỏi đường chính để truy đuổi một lực lượng độc lập của miền Bắc. Jackson than thở rằng: "Không bao giờ có một cơ hội như vậy cho kỵ binh." Quân miền Bắc rút lui 35 dặm hầu như không bị cản trở trong 14 tiếng đồng hồ, vượt sông Potomac để tiến vào Williamsport, Maryland. Thương vong của miền Bắc là 2.019 người (62 chết, 243 bị thương, 1.714 bị bắt hoặc mất tích), của miền Nam là 400 người (68 chết, 329 bị thương, 3 mất tích).

### Quân miền Bắc truy đuổi Jackson
Tin tướng Banks bị đánh đuổi ra khỏi vùng Thung lũng gây kinh hoàng tại Washington trước nguy cơ Jackson có thể tạo báo tiếp tục tiến lên phía bắc và đe dọa thủ đô. Tổng thống Lincoln, lúc này đang thiếu một vị tổng chỉ huy (McClellan đã bị cách chức tổng chỉ huy trong tháng 3 để tập trung điều hành Binh đoàn Potomac), hiện đang nỗ lực ngày đêm để kiểm soát chiến lược toàn bộ các đội quân của mình, đã hành động quyết liệt để đối phó lại. Không chịu để sự hoang mang lấn át mà lập tức rút quân về phòng ngự thủ đô, Lincoln đã lên kế hoạch tiến hành một đòn tấn công phức tạp. Ông hạ lệnh cho Frémont tiến quân từ Franklin tới Harrisonburg để đánh Jackson và Ewell đi "tiến hành chống lại đối phương bằng cách giảm bớt áp lực cho Banks." Ông còn gửi mệnh lệnh cho McDowell ở Fredericksburg:
| “ | Ông được chỉ thị phải từ bỏ cuộc hành quân hiện tại đến Richmond để điều hai mươi nghìn người tiến ngay lập tức tới Shenandoah, di chuyển theo hoặc trước tuyến Đường sắt Manassas Gap. Mục tiêu của ông là thu hút các lực lượng của Jackson và Ewell, hoặc phối hợp với tướng Frémont hoặc, trong trường hợp tình trạng thiếu tiếp tế hay vận tải ngăn cản ông ta, thì tin rằng lực lượng đi cùng ông đủ để hoàn thành mục tiêu một mình. | ” |
| — | |   |

Kế hoạch của Lincoln là sắp đặt một cái bẫy bắt Jackson bằng 3 đạo quân. Cuộc hành quân của Frémont tới Harrisonburg sẽ giúp ông ta tiếp cận tuyến đường tiếp tế của Jackson. Banks sẽ vượt sông Potomac lần nữa và truy đuổi Jackson nếu ông rút ngược lên Thung lũng. Lực lượng tách rời thuộc quân đoàn của McDowell sẽ tiến về Front Royal và sẵn sàng tấn công rồi truy kích quân của Jackson nếu họ tiến qua đường này, sau đó dồn họ về vị trí của Frémont ở Harrisonburg. Không may cho Lincoln là kế hoạch của ông quá phức tạp và đòi hỏi phải có sự tiến quân đồng bộ giữa các viên chỉ huy riêng biệt. McDowell không nhiệt tình với vai trò của mình, mà chỉ muốn tiếp tục nhiệm vụ ban đầu là tiến về Richmond để hỗ trợ cho McClellan, ông ta điều sư đoàn của chuẩn tướng James Shields, mới được chuyển đến từ chính quân đội của Banks, hành quân trở lại Thung lũng, sau đó có thêm sư đoàn của thiếu tướng Edward O. C. Ord. Nhưng Frémont mới là vấn đề thực sự trong kế hoạch của Lincoln. Thay vì hành quân về phía đông tới Harrisonburg như được lệnh, ông ta đã lưu ý đến tình trạng đường sá đặc biệt tồi tệ trên tuyến đường mà Lincoln đã chọn và quyết định sẽ tiến theo hướng bắc tới Moorefield. Nhưng hậu quả của sự thay đổi này là thay vì tạo thành một "cái búa" Shields đánh dồn Jackson vào "cái đe" Frémont, thì toàn bộ những gì Lincoln có thể mong chờ là một gọng kìm chặn bắt Jackson tại Strasburg, điều này đòi hỏi việc sắp đặt thời gian phức tạp hơn nhiều để giành thắng lợi.

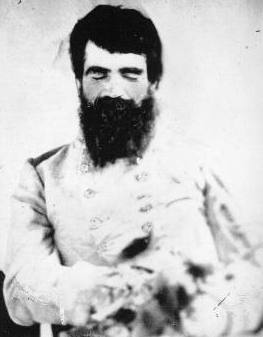
Turner Ashby

Jackson nhận được tin Shields hành quân trở lại vào ngày 26 tháng 3, nhưng đồng thời lại bị tướng Robert E. Lee thúc giục phải tiến lên uy hiếp tuyến sông Potomac. Vì vậy, trong khi để phần lớn lực lượng đóng trại gần Charles Town, ông đã ra lệnh cho Lữ đoàn Stonewall đánh nghi binh vào Harpers Ferry trong 2 ngày 29-30 tháng 5. Ngày 30 tháng 5, Shields tái chiếm Front Royal và Jackson bắt đầu đưa quân quay trở lại Winchester. Kế hoạch của Lincoln lại tiếp tục bị đổ bể khi Banks tuyên bố quân đội của ông ta không thể tiến hành việc truy đuổi (và vẫn ở lại mạn bắc sông Potomac cho đến tận ngày 10 tháng 6), Frémont thì hành quân quá chậm do đường sá tồi tệ (trong khi Jackson lại có lợi thế nhờ di chuyển trên con đường đá dăm Valley Pike), còn Shields không chịu rời khỏi Front Royal chừng nào sư đoàn của Ord chưa tới. Kết quả là Jackson đã đến được Strasburg trước cả hai cánh quân miền Bắc và mối bận tâm duy nhất còn lại của ông là Lữ đoàn Stonewall - vốn bị chậm trễ tại Harpers Ferry - cuối cùng đã bắt kịp quân chủ lực sau buổi trưa ngày 1 tháng 6. Quân miền Bắc đã bỏ lỡ cơ hội bắt sống một danh tướng của miền Nam.
Ngày 2 tháng 6, quân miền Bắc rượt theo Jackson - McDowell kéo lên Thung lũng Luray và Frémont tiến lên Thung lũng chính (nằm phía tây dãy Massanutten). Quân của Jackson đi được 40 dặm trong 36 tiếng đồng hồ trên đường Valley Pike, trong khi mưa lớn và bùn ngập đã làm chậm bước đội quân truy đuổi họ. Trong 5 ngày tiếp đó, quân kỵ của Ashby bảo vệ hậu tuyến của Jackson, đụng độ nhiều đợt với kỵ binh tiên phong miền Bắc. Ashby còn ra lệnh đốt phá nhiều cầu bắc qua nhánh South Fork thuộc sông Shenandoah, làm chậm bước quân miền Bắc, và không cho quân của Shields và Frémont kết hợp. Ngày 6 tháng 6, kỵ binh của Frémont do chuẩn tướng George D. Bayard chỉ huy đã bắn chết Ashby trong đợt chạm súng tại Chestnut Ridge gần Harrisonburg. Đây là một thiệt hại lớn lao cho quân miền Nam vì "Kỵ sĩ đen" Ashby (mới được thăng chức chuẩn tướng vào ngày 3 tháng 6) là một trong những tướng kỵ binh tràn đầy hứa hẹn nhất.
Khi 2 đội quân miền Bắc gặp nhau tại đầu tây nam của dãy Massanutten, Jackson chọn con đường thoát qua Brown's Gap về phía Charlottesville và tiến đến Richmond, nơi đang bị đe dọa nghiêm trọng bởi binh đoàn của tướng McClellan. Tuy nhiên, ông đã quyết định là sẽ hoàn tất công việc trong vùng Thung lũng bằng cách lần lượt đánh bại 2 đội quân đối phương. Và ông nhận ra rằng để đạt được điều đó thì thị trấn nhỏ Port Republic đóng vai trò trọng yếu. Nếu nắm giữ hay phá hủy được các cây cầu tại khu vực hợp lưu của hai nhánh sông South River và North River với nhánh South Fork của sông Shenandoah, thì ông có thể ngăn cản 2 đội quân đối phương kết hợp lại. Jackson đóng phần lớn lực lượng trên khu đất cao bao quát toàn bộ thị trấn từ bên bờ nam North River, tại đó pháo binh của ông có thể kiểm soát thị trấn và những chỗ cạn bắc qua South River, ngăn không cho Shields vượt qua. Ông còn triển khai sư đoàn của Ewell trên một đỉnh cao cách làng Cross Keys khoảng 7 dặm về phía bắc, để sẵn sàng đón đánh Frémont.
Ngày 7 tháng 6, Ewell hành quân nhằm dẫn dụ Frémont tấn công ông ta, nhưng mặc dù đã nhận được một thông điệp từ đồng sự là tướng Shields yêu cầu "giáng sấm sét vào sau lưng [của Jackson]", Frémont vẫn lưỡng lự khi đối mặt với sư đoàn mạnh của Ewell. Vào Chủ nhật ngày 8 tháng 6, Jackson hy vọng có thể tránh được giao chiến trong ngày lễ Sabbath, nhưng một cuộc đột kích của kỵ binh tướng Shields do đại tá Samuel S. Carroll chỉ huy đã suýt chiếm đoàn xe lửa của quân miền Nam tại Port Republic và bản thân Jackson cũng chỉ thoát được trong đường tơ kẽ tóc bằng cách phi ngựa nước đại qua cây cầu bắc ngang sông North River.

### Trận Cross Keys

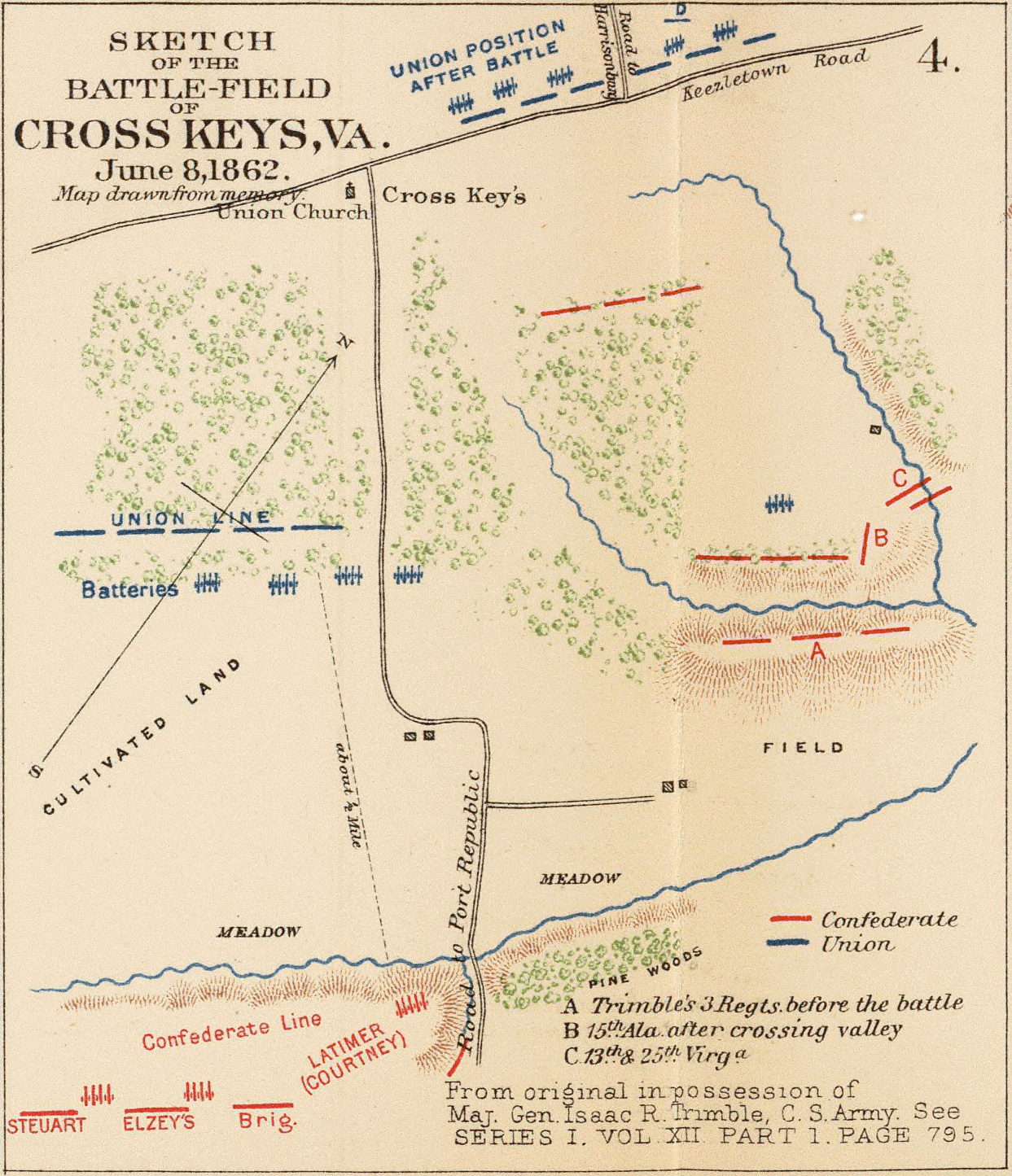
Phác họa chiến trường Cross Keys ngày 8 tháng 6 năm 1862.

Frémont hành quân thận trọng tiếp cận vị trí của Ewell tại Cross Keys sáng ngày 8 tháng 6. Ông cho rằng mình bị thua thiệt về quân số, nhưng thực ra lực lượng của ông áp đảo quân miền Nam với 11.500 người chọi 5.800 người (lữ đoàn của Richard Taylor đã tách khỏi sư đoàn của Ewell để đến hỗ trợ Jackson). Quân của Frémont đã bị những lực lượng đánh lẻ kiên cường thuộc trung đoàn bộ binh Alabama số 15 của miền Nam cầm chân hơn 1 tiếng đồng hồ và ông ta không thể huy động được đại bác cho đến 10h sáng. Đợt đại bác mở màn sau đó lại tỏ ra không hiệu quả và ít nhiều đã cảnh báo cho Jackson đang ở Port Republic rằng trận đánh đã bắt đầu. Đội hình của Frémont bố trí thành một tuyến thẳng chạy dài theo hướng tây nam-đông bắc trên đường Keezletown Road, đối diện với vị trí vững chắc của Ewell cách đó khoảng 1 dặm về phía nam, trên một đỉnh cao sau rạch Mill Creek, với cả hai bên sườn đều tựa vào rừng thưa. Khi tiến quân, họ thúc sườn trái lên trước để đội hình gần như song song với trận tuyến quân miền Nam. Đến gần trưa, lữ đoàn miền Bắc bên cánh trái do chuẩn tướng Julius Stahel chỉ huy đuổi đánh một nhóm quân đánh lẻ người Bắc Carolina thuộc lữ đoàn của chuẩn tướng Isaac R. Trimble qua một khoảng rừng trống lên trên một ngọn đồi, nhưng rồi bất ngờ bị bắn bằng một loạt súng hỏa mai. 500 người thuộc trung đoàn bộ binh New York số 8 đã phải chịu thương vong gần 50% quân số trong cuộc đụng độ này.

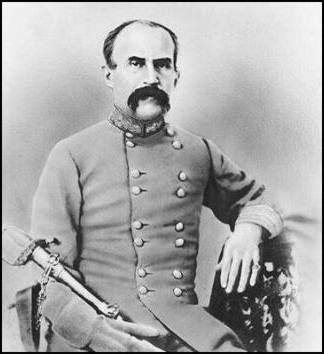
Chuẩn tướng Isaac R. Trimble.

Cho đến giữa buổi chiều, Frémont mới chỉ tung có 5 trong tổng số 24 trung đoàn của mình vào trận đánh, và Ewell chờ đợi một cuộc tấn công khác của đối phương. Tướng Trimble do thiếu kiên nhẫn nên đã tự động mở cuộc tấn công vào một khẩu đội pháo miền Bắc, khiến cho lữ đoàn của ông tiến ra trước xa cả dặm so với phần còn lại thuộc sư đoàn của Ewell. Ông ta đã cùng với người của mình đóng lại đó cho đến hết buổi chiều, nhưng quân miền Bắc không hề tấn công. Khi Frémont rút quân lui về đường Keezletown Road, Ewell quyết định không phản công vì biết rằng mình bị áp đảo nghiêm trọng về quân số. Trimble đã đề xuất với cả Ewell và Jackson ý kiến cho tấn công ban đêm, nhưng không được ai tán đồng. Quân miền Nam chỉ đơn giản tiến đến trước vị trí của miền Bắc, và trận chiến có tỷ lệ quân số tham chiến ít hơn cả một trận đánh lẻ này đã kết thúc. Thương vong của miền Bắc là 684 người, của miền Nam chỉ có 288, tuy nhiên 2 viên tư lệnh lữ đoàn của Ewell là Arnold Elzey và George H. Steuart đã bị trọng thương.
Kế hoạch của Stonewall Jackson cho ngày 9 tháng 6 là tập trung toàn bộ lực lượng nhằm áp đảo và đánh tan quân của Shields tại Port Republic. Ông đã giả định đúng đắn rằng Frémont đang hoang mang sẽ không thể mở một cuộc tấn công lớn và rằng ông có thể giữ an toàn theo hướng đó chỉ bằng một lực lượng nhỏ tượng trưng, nên đã ra lệnh cho phần lớn sư đoàn của Ewell rút đi trong đêm. Họ rời khỏi Frémont và vượt qua cầu sông North River. Một cây cầu khác được cấp tốc xây dựng trên sông South River cho phép quân miền Nam di chuyển vào khoảng đất phù sa bằng phẳng đầy sương mù trên bờ nam nhánh South Fork của sông Shenandoah. Lữ đoàn Stonewall đi tiên phong trên đường tới Conrad's Store, đây là hướng tiếp cận của Shields. Cũng trong sáng hôm đó, Jackson lệnh cho cho các đoàn tàu của mình bắt đầu tiến vào Brown's Gap.

### Trận Port Republic
7h sáng ngày 9 tháng 6, Jackson được biết rằng quân miền Bắc đang tiến đến gần. Không cần cho quân đi trinh sát thẩm định lại, cũng không chờ quân chủ lực tới nơi, ông đã ra lệnh cho Lữ đoàn Stonewall của Winder tấn công trong điều kiện sương mù còn đang mỏng. Lữ đoàn này đã bị kẹp giữa đạn pháo bên sườn và những loạt súng trường phía chính diện và phải rút lui trong hỗn loạn. Họ tiến thẳng vào giữa 2 lữ đoàn tiên phong của Shields, với 3.000 quân do chuẩn tướng Erastus B. Tyler chỉ huy. Trong khi cố gắng để tự giải thoát khỏi nguy cơ gặp thảm họa, Jackson nhận ra rằng hỏa lực pháo binh bắn từ một mũi núi của dãy Blue Ridge có tên địa phương là Coaling ("khai thác than"), do đó là nơi một gia đình làm than củi cho cửa hàng rèn của họ. Jackson và Winder phái các trung đoàn bộ binh số 2 và 4 tiến qua những bụi cây rậm rạp để lên ngọn đồi đó, nhưng lại chạm trán với 3 trung đoàn bộ binh miền Bắc làm nhiệm vụ yểm trợ pháo binh và bị đánh lui.
Sau cuộc tấn công lên đồi Coaling thất bại, Jackson lệnh cho phần còn lại thuộc sư đoàn của Ewell, gồm chủ yếu là lữ đoàn của Trimble, vượt qua North River rồi đốt cầu, nhằm cô lập quân của Frémont trên bờ bắc con sông này. Trong khi đợi đội quân này tới nơi, Jackson đã tăng cường cho trận tuyến bằng trung đoàn bộ binh Louisiana số 7 thuộc lữ đoàn của Taylor và lệnh cho Taylor thử tấn công các khẩu đội pháo miền Bắc một lần nữa. Cùng lúc đó, Winder nhận thấy quân miền Bắc sắp tấn công, nên đã ra lệnh mở một cuộc tấn công trước, nhưng trước những loạt đạn trực tiếp của đối phương và lại thua kém về đạn dược, Lữ đoàn Stonewall đã bị đánh tan. Vào thời điểm này, Ewell đã tiếp cận chiến trường và lệnh cho các trung đoàn bộ binh Virginia 44 và 58 đánh vào sườn trái quân miền Bắc đang tiến đến. Quân của Tyler phải rút chạy nhưng sau đó ổn định lại được và đẩy lùi Ewell vào khu rừng ở phía nam đồi Coaling.
Taylor đã 3 lần tấn công vào lực lượng bộ binh và pháo binh của miền Bắc trên đồi Coaling trước khi giành thắng lợi, nhưng khi vừa chiếm được mục tiêu thì lại phải đối mặt với cuộc tấn công mới của 3 trung đoàn người Ohio. May nhờ có sự xuất hiện bất ngờ của đội quân của Ewell mà Tyler đã phải rút lui. Quân miền Nam bắt đầu pháo kích quân miền Bắc trên khu đất bằng, đích thân Ewell cũng hăng hái điều khiển một khẩu pháo. Bắt đầu có thêm nhiều lực lượng tăng viện của miền Nam tới nơi, trong đó có lữ đoàn của chuẩn tướng William B. Taliaferro, và quân miền Bắc phải miễn cưỡng rút lui. Jackson đã nhận xét với Ewell, "Tướng quân, ai mà không nhìn thấy bàn tay của Chúa trong trận này là mù quáng, thưa ngài, mù quáng."
Chuẩn tướng William B. Taliaferro
Trong trận Port Republic, Jackson đã chỉ huy một cách yếu kém và gây tổn thất lớn nhất cho quân miền Nam xét về mặt thương vong: mất 816 người trong một trận chiến chống lại lực lượng chỉ bằng một nửa (khoảng 6.000 so với 3.500). Thiệt hại của miền Bắc là 1.002 người, trong đó có một phần lớn là tù binh. Sử gia Peter Cozzens quy trách nhiệm cho việc triển khai lực lượng thành từng phần của Jackson đã gây thương vong lớn và cho rằng đây là một trận không cần thiết phải đánh, vì quân miền Nam có thể đơn giản đốt cầu trên sông North River và rút vào dãy Blue Ridge qua ngả Brown's Gap mà không bị tổn thất. Bên phía miền Bắc, quân lính đã đặc biệt khó chịu trước những biểu hiện của các viên chỉ huy Shields và Frémont, và con đường binh nghiệp của cả hai đều đã bị lu mờ. Frémont từ chức chỉ vài tuần sau đó khi đội quân của ông bị đặt dưới quyền của thiếu tướng John Pope. Shields thì không nhận được thêm nhiệm vụ chiến đấu nào khác và đã từ chức vào tháng 3 năm 1863.

## Hậu quả
"S" (phóng viên giấu tên), báo Richmond Whig, ngày 6 tháng 6 năm 1862
Sau thất bại tại Cross Keys và Port Republic, quân Liên bang miền Bắc rút lui. Frémont đưa quân trở lại Harrisonburg, và đã rất thất vọng khi được biết về những mệnh lệnh của Lincoln mà ông đã không nhận được đúng lúc, yêu cầu ông không được tiến quân quá thị trấn đó để tấn công Jackson. Khi thời tiết trở nên quang đãng hơn, kỵ binh của Jackson dưới quyền đại tá Thomas T. Munford liền quấy rối cuộc rút lui của Frémont. Ông ta tới Mount Jackson ngày 11 và sau đó về đến Middletown không bị cản trở vào ngày 14 tháng 6, tại đây Frémont hội quân với Banks và chuẩn tướng Franz Sigel. Shields, người đã than phiền một cách chua chát về sự kiệt quệ của sư đoàn mình, hành quân chậm chạp đến Front Royal vào 21 tháng 6 thì tiến qua dãy Blue Ridge để tập hợp với thiếu tướng Irvin McDowell.
Jackson đã gửi điện đến Richmond yêu cầu tăng viện thêm cho mình lên 40.000 quân để ông có thể tiến hành một cuộc tấn công xuống vùng Thung lũng và băng qua sông Potomac. Lee đã gửi cho ông khoảng 14.000 quân tiếp viện, nhưng sau đó lại tiết lộ kế hoạch của mình nhằm triệu Jackson về Richmond để phản công vào binh đoàn Potomac của McClellan và đẩy lui nó ra xa khỏi Richmond. Tướng Lee cần có toàn bộ sức mạnh chiến đấu có thể tập hợp được và muốn Jackson mở cuộc tấn công vừa phải vào sườn phải không được bảo vệ của McClellan, nằm tại bờ bắc sông Chickahominy. Ngay sau nửa đêm ngày 18 tháng 6, quân của Jackson đã bắt đầu tiến về bán đảo Virginia. Họ đã cùng với Lee đánh Chuỗi trận Bảy ngày (25 tháng 6 - 1 tháng 7). Tại đó, Jackson đã thể hiện một sự lãnh đạo khá lờ đờ hiếm thấy ở ông trong nhiều trận đánh, có thể là do những căng thẳng ở Chiến dịch Thung lũng và cuộc hành quân kiệt sức để tới Richmond.
Nhật ký của y tá quân miền Nam, Kate Cummings
Với thắng lợi của Chiến dịch Thung lũng, Stonewall Jackson đã trở thành vị tướng nổi tiếng nhất của quân miền Nam lúc bấy giờ (cho đến khi bị lu mờ bởi tướng Lee), và những chiến thắng này đã giúp vực dậy nhuệ khí của công chúng miền Nam. Trong một chiến dịch quân sự kinh điển đầy tính bất ngờ và cơ động, ông đã đưa quân đội của mình vượt qua 1.040 km trong 48 ngày tiến quân và giành được 5 chiến thắng đáng kể với lực lượng chỉ khoảng 17.000 người chống lại hơn 50.000 quân đối phương. Jackson đã hoàn thành được nhiệm vụ khó khăn của mình, khiến cho Washington phải giữ lại hơn 40.000 không thể chi viện cho chiến dịch tấn công của McClellan. Các sử gia Herman Hattaway và Archer Jones đã tóm lược chiến dịch này như sau:
| “ | Luôn luôn bị áp đảo với tỉ lệ bảy chọi ba, nhưng mỗi lần Jackson giao chiến ông đều đánh với tỉ lệ khoảng bốn chọi ba với lợi thế thuộc về ông ta—bởi vì, khi hành quân mau lẹ trên những tuyến đường nội bộ, ông ta đánh vào các phần nhỏ của đối phương bằng phần lớn lực lượng của mình.... Jackson hưởng lợi thế to lớn là những người miền Bắc vẫn phân tán rộng khắp trên một chu vi mà trong đó đội quân của ông có thể cơ động để tập trung chống lại từ lực lượng này đến lực lượng khác của miền Bắc. Lincoln đã đích thân điều khiển rất tốt những đội quân miền Bắc bị phân tán. Kể từ lúc Lincoln lẫn các cố vấn của ông ta đều không cảm thấy rằng lực lượng nhỏ bé của Jackson có thể thực sự đe dọa Washington, họ đã chọn phương án đối phó tấn công khi tìm cách khai thác những lực lượng áp đảo của mình và vị thế bên ngoài để đè bẹp quân đội của ông. Nhưng khả năng tuyệt vời của Jackson, sự mau lẹ trong việc hành quân và, những chuỗi trận nhỏ thắng lợi đã quyết định kết cục. | ” |
| — | |   |

Về phía Liên bang miền Bắc, sau những thất bại đáng xấu hổ trước một lực lượng nhỏ hơn trong chiến dịch Thung lũng 1862, đã phải tiến hành cải tổ bộ máy chỉ huy, thay đổi tướng tá, hàng ngũ. Quân đoàn của tướng McDowell được cho ở lại phòng thủ Washington, chỉ có một sư đoàn của chuẩn tướng George A. McCall được đưa về theo quân của McClellan tại vùng Bán đảo. Tổng thống Abraham Lincoln mất niềm tin trước những khó khăn trong việc kiểm soát cùng lúc nhiều lực lượng trong chiến dịch này và quyết định gộp các lực lượng lại để thành lập một binh đoàn mới mang tên Binh đoàn Virginia, và cho John Pope cầm đầu, dưới tay là các đội quân của Banks, Frémont, McDowell, và nhiều đội quân nhỏ khác đang trú đóng tại Washington và tây Virginia. Binh đoàn này sau đó cũng đã bị quân miền Nam của tướng Lee và Jackson đánh bại trong Chiến dịch Bắc Virginia và trận Bull Run thứ hai vào tháng 8 cùng năm.